# Deník Anne Frankové
Deník Anne Frankové je kniha vzniklá na základě nizozemsky psaných deníkových záznamů Anne Frankové, dívky z německé židovské rodiny, z let 1942–1944, kdy se rodina schovávala před nacisty v zadním traktu jednoho domu v Amsterdamu. 
Začala je psát v nizozemštině o svých 13. narozeninách 12. června 1942, necelý měsíc před odchodem do úkrytu, a v psaní pokračovala i po celou dobu, kdy se spolu s rodiči, starší sestrou a dalšími čtyřmi lidmi ukrývala před deportací do koncentračního tábora (od 6. července 1942 v zadním domě za sídlem původně otcovy firmy Opekta). Dne 4. srpna 1944 byl jejich úkryt odhalen a všichni obyvatelé byli zatčeni. Anne zemřela pravděpodobně v únoru 1945 v koncentračním táboře Bergen-Belsen. 
Jejich ochránkyně Miep Giesová a Bep Voskuijlová Anniny rukopisy zachránily a uschovaly. Po válce je předaly Anninu otci Ottovi Frankovi, který jako jediný z rodiny deportaci přežil. Ten z různorodých rukopisů sestavil text určený zpočátku příbuzným a známým. V roce 1947 jej s názvem Het Achterhuis. Dagboekbrieven van 14 juni 1942–1 augustus 1944 (Zadní dům. Deník v dopisech 14. června 1942–1. srpna 1944) vydal knižně.
Kniha byla postupně přeložena do zhruba sedmdesáti jazyků a vyšla odhadem ve třiceti milionech výtiscích (2019). Byla mnohokrát zfilmována a stala se podkladem pro různá scénická zpracování. Roku 2009 byl originál deníku Anne Frankové zařazen do seznamu světového dědictví dokumentů UNESCO. V mnoha jazycích včetně češtiny je deník znám i pod názvy upravenými oproti názvu původního nizozemského vydání: Deník Anne Frankové (Tagebuch der Anne Frank, The Diary of Anne Frank, Дневник Анны Франк), Deník mladé dívky (The Diary of a Young Girl) aj. V roce 2019 vyšel Deník v češtině poprvé také s názvem Zadní dům, který svému dílu zamýšlela dát sama Anne Franková, v novém překladu Magdy de Bruin Hüblové.

## Důležité osoby deníku
Kromě autorky Anne Frankové se v deníku vyskytují následující osoby, které se ukrývaly před deportací:
Otto Heinrich Frank (přezdívka Pim) – otec Anne (12. května 1889–19. srpna 1980)
Edith Franková, rozená Holländerová (přezdívka Mansa) – matka Anne (16. ledna 1900–6. ledna 1945)
Margot Franková – sestra Anne (16. února 1926–únor 1945)
Hermann van Pels (31. března 1898–říjen 1944) – v knize: van Daan
Auguste van Pelsová, rozená Röttgenová (29. září 1900–duben 1945) – v knize: Petronella van Daanová
Peter van Pels (8. listopadu 1926–10. května 1945) – v knize: Peter van Daan
Fritz Pfeffer (30. dubna 1889–20. prosince 1944) – v knize: Albert Dussel
Dále Anne psala o následujících osobách, které při ukrývání významně pomáhaly:
Victor Kugler (6. června 1900–14. prosince 1981) – český Němec původem z Vrchlabí
Johannes Kleiman (17. srpna 1896–28. ledna 1959)
Miep Giesová (15. února 1909–11. ledna 2010)
Jan Gies (18. srpna 1905–26. ledna 1993)
Bep Voskuijlová (5. července 1919–11. května 1983)
Johan Voskuijl – otec Bep (15. ledna 1892–27. listopadu 1945)

## Verze deníku
Anniny zachráněné rukopisy obsahovaly dvě verze deníku. První verzi tvořily různorodé záznamy, některé ve formě dopisů fiktivním osobám – dívčím postavám z románů Cissy van Marxveldtové, některé doplněné vlepenými fotografiemi a jinými ilustracemi. Tyto záznamy si Anne vedla od 12. června 1942 do 1. srpna 1944, ale v zachráněných rukopisech některá období chybí (např. za období 6. prosince 1942–21. prosince 1943 byly dostupné pouze později přepracované texty). V této podobě deník nebyl určen ke zveřejnění. Pracovně je označován jako „verze A“.
Od května 1944 svůj deník přepracovávala pro zamýšlené poválečné knižní zveřejnění. Reagovala tak na rozhlasovou výzvu nizozemského exilového ministra školství, aby lidé shromažďovali všechna svědectví o utrpení v dobách okupace. Z původního deníku vybírala podle svého názoru důležité a zajímavé pasáže, některé přepisovala a stylisticky upravovala, v některých případech zpětně dopisovala nové záznamy na základě vzpomínek. Nepodstatné epizody a úvahy, případně intimní pasáže vynechávala. Záznamy převedla do formy dopisů fiktivní přítelkyni Kitty. Osobám zmiňovaným v deníku plánovala přidělit pseudonymy, které sepsala do přiloženého seznamu (sebe např. chtěla pojmenovat Anne Aulis nebo Anne Robin). Tento rukopis chtěla použít pro poválečné knižní vydání s plánovaným názvem Het Achterhuis (Zadní dům). Do nové podoby stihla přepracovat záznamy pouze do 29. března 1944, za pozdější období existuje jen verze A deníku. Přepracované záznamy se pracovně označují jako „verze B“. V červnu 2019 byl tento text vydán v německém překladu poprvé jako samostatná kniha.

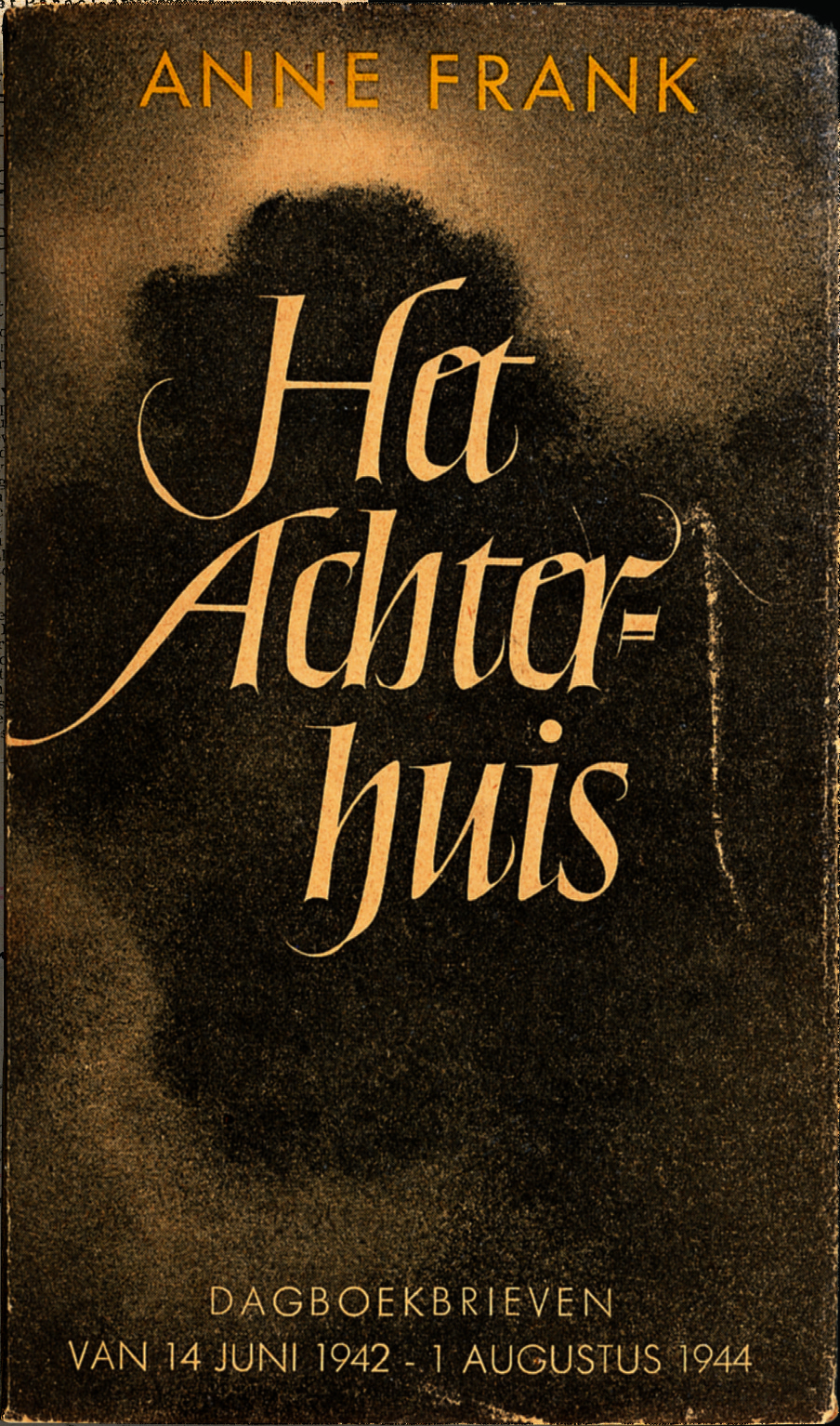
Obálka prvního vydání Zadního domu (Het achterhuis) z roku 1947

Otto Frank po válce sestavil pro knižní vydání kompilaci z obou verzí Anniných rukopisů, v níž vynechal např. pasáže s kritickými zmínkami o manželství Frankových, ale zařadil do ní i několik intimních záznamů, které Anne zveřejňovat nechtěla. Rodině Anne ponechal příjmení Frank, pro ostatní osobnosti použil pseudonymy navržené Anne u verze B a v některých případech přidal další. Výsledný text prošel ještě nakladatelskou redakcí, při níž byly vypuštěny např. zmínky o menstruaci a o erotických myšlenkách v souvislosti se spolužačkou Jacque. V této podobě vyšel text knižně a na mnoho let se stal autorizovaným zněním, z nějž vycházely překlady do jiných jazyků. Pracovně se označuje jako „verze C“.
Otto Frank před smrtí (zemřel 19. srpna 1980) odkázal autorská práva k svému i Anninu dílu Fondu Anne Frankové (Anne Frank Fonds) v Basileji, jehož byl zakladatelem. Veškeré Anniny písemnosti odkázal nizozemskému státu a ten svěřil jejich správu Národnímu ústavu pro válečnou dokumentaci (Rijksinstituut voor Oorlogsdocumentatie – RIOD) později přejmenovanému na Nederlands Instituut voor Oorlogsdocumentatie (NIOD). Tato instituce nechala u Nizozemského soudního ústavu (Nederlands Forensisch Instituut) v Haagu provést podrobnou expertízu celé pozůstalosti. Cílem bylo vědecky vyvrátit veškeré pochybnosti a shromáždit argumenty proti opakovanému šíření vylhaných informací a opakovanému zpochybňování pravosti deníku. Výsledkem byla závěrečná zpráva o 250 stranách, která jeho pravost potvrdila. Z podnětu RIOD bylo roku 1986 připraveno kritické vydání deníku, které obsahovalo poprvé všechny tři verze (A, B a C), obsáhlý výtah ze závěrečné zprávy NFI (sestavil H.J.J. Hardy) a další dokumentaci.
Fond Anne Frankové se koncem osmdesátých let 20. století rozhodl připravit novou autorizovanou podobu deníku a přípravou pověřil Mirjam Presslerovou, německou spisovatelku a překladatelku. Presslerová převzala výběr záznamů Otty Franka a rozšířila jej o další záznamy z verzí A a B, takže celkový rozsah textu se zvětšil asi o čtvrtinu. V tomto vydání již většina osob figuruje pod vlastními jmény, pseudonymy zůstaly jen spolubydlícím z úkrytu v zadním domě. Tato podoba deníku se pracovně označuje jako „verze D“. Na konci devadesátých let se objevilo pět dalších listů Annina rukopisu a jejich obsah byl se souhlasem AFF do autorizovaného vydání zařazen.
Roku 2013 vyšlo z iniciativy AFF v Amsterdamu nizozemsky a ve Frankfurtu německy nové autorizované souborné vydání celého Annina díla (deník je zde zveřejněn ve verzích D, A a B) se studiemi odborníků.

## Zpochybňování autentičnosti
Deník Anny Frankové (resp. jeho autentičnost) je zpochybňována některými autory a na toto téma bylo z jejich řad napsáno několik prací. O pravosti deníku publikoval v roce 1991 profesor Robert Faurisson (1929–2018) ve spolupráci se Siegfriedem Verbekem brožuru The "Diary" of Anne Frank – A Critical Evaluation („Deník“ Anny Frankové – kritické zhodnocení), jejímž předmětem je „dokazování, že se jedná o podvrh“.
V listopadu 1980 Nizozemský státní ústav pro válečnou dokumentaci obdržel veškeré originály spisů Anne Frankové a po sérii studií potvrdil autentičnost deníku. Vědci z ústavu přitom prozkoumali mezi jiným rodinné zázemí, okolnosti zatčení a deportace, použité písemné materiály a písmo Anne Frankové. Následně zveřejnili všechny záznamy Anne Frankové společně s výsledky svého výzkumu v 719stránkové publikaci s názvem „The Anne Frank Diary: The Critical Edition“.
Dne 9. prosince 1998 amsterdamský soud zakázal jakékoliv budoucí zpochybňování jeho pravosti a s tím i distribuci předem nevyžádaných publikací, které pravost zpochybňují, pod trestem 25 tisíc guldenů.
Někteří z těch, kteří deník zpochybňují, patří k notorickým antisemitům a zpochybňovačům holocaustu jako takového. Výše zmíněný Faurisson byl profesorem literatury. Podle něj bylo „tzv. plynování“ Židů „gigantickým politicko-finančním podvodem, z něhož měl prospěch stát Izrael a mezinárodní sionismus“. Jeho práce je nekonzistentní a prostoupená manipulacemi s fakty. Podobně Richard Harwood, zpochybňovač holocaustu a neonacista. Deník Anny Frankové je častým cílem neonacistů a antisemitů právě z důvodu své popularity.

## Divadlo

### Autorizované dramatizace
- Frances Goodrichová, Albert Hackett: The Diary of Anne Frank (se souhlasem Otty Franka). Premiéra 5. října 1955 v Cort Theatre, od 26. února 1957 hrána v Ambassador Theatre, obojí v New Yorku, 717 představení, derniéra 22. června 1957. Režie: Garson Kanin, role Anne v původním obsazení: Susan Strasbergová.[15] Ocenění: Tony Award za nejlepší hru, Pulitzerova cena za drama, Cena kruhu newyorských kritiků (1956). Po newyorské derniéře byla hra uváděna ve stejném provedení po celých Spojených státech, roli Anne hrála její filmová představitelka Millie Perkinsová.[16]
- Frances Goodrichová, Albert Hackett, úprava Wendy Kesselmanová: The Diary of Anne Frank. Předpremiéra: 21. listopadu 1997 v Colonial Theatre v Bostonu, premiéra 4. prosince 1997 v Music Box Theatre v New Yorku, celkem 236 představení, derniéra 14. června 1998. Režie: James Lapine, role Anne v původním obsazení: Natalie Portmanová.[17] Nominována na Tony Award za nejlepší znovuuvedenou hru (1998).
- Jessica Durlacherová, Leon de Winter: Anne (se souhlasem Anne Frank Fonds Basel). Premiéra 8. května 2014 v Theater Amsterdam v Amsterdamu, hrála se do roku 2016. Režie: Theu Boermans, role Anne: Rosa da Silvaová, od června 2015 Sjoukje Hoogmaová, v roce 2016 Eva Heijenová.[18] Hra byla od roku 2015 uváděna také v divadle Ernst Deutsch Theater v Hamburku a od roku 2016 v Izraeli.

### Monodrama
Grigorij Samujlovič Frid: Deník Anny Frankové (Дневник Анны Франк 1969). Monodrama – Premiéra 18. května 1972 ve Všesvazovém domě skladatelů (Всесоюзный дом композиторов) v Moskvě. Účinkovaly: Naděžda Jurenjeva (Anne – soprán), Marija Karandašova (klavír).

## Film

### Filmové zpracování deníku
V této části hesla byl použit překlad textu z článku List_of_films_about_Anne_Frank na anglické Wikipedii.
První filmová zpracování vycházela z divadelní hry Frances Goodrichové a Alberta Hacketta a ti napsali i scénář pro Stevensův film z roku 1959.
- 1957 Das Tagebuch der Anne Frank, Rakousko, režie: Karl Guttmann, v roli Anne: Chariklia Baxevanosová (TV film podle hry Goodrichové a Hacketta).
- 1958 Das Tagebuch der Anne Frank, NDR, režie: Emil Stöhr, v roli Anne: Kati Székelyová (TV film podle hry Goodrichové a Hacketta).
- 1959 The Diary of Anne Frank, USA, režie: George Stevens, scénář: Frances Goodrichová, Albert Hackett, v roli Anne: Millie Perkinsová. Film získal tři Oscary a měl dalších pět nominací.[23]
- 1959 Dnevnik Ane Frank, Jugoslávie, režie: Mirjana Samardžićová (TV film podle hry Goodrichové a Hacketta).
- 1962 Dagboek van Anne Frank, Nizozemí, v roli Anne: Martine Crefcoeurová (TV film podle hry Goodrichové a Hacketta).
- 1967 The Diary of Anne Frank, USA, režie: Alex Segal, v roli Anne: Diana Davilaová (TV film podle hry Goodrichové a Hacketta).
- 1980 The Diary of Anne Frank, USA, režie: Boris Sagal, v roli Anne: Melissa Gilbertová (TV film podle hry Goodrichové a Hacketta).[24]
- 1982 Das Tagebuch der Anne Frank, NDR, režie: Mirjana Ercegová, v roli Anne: Juliane Korénová (TV záznam představení hry Goodrichové a Hacketta v divadle Schauspielhaus Lipsko).

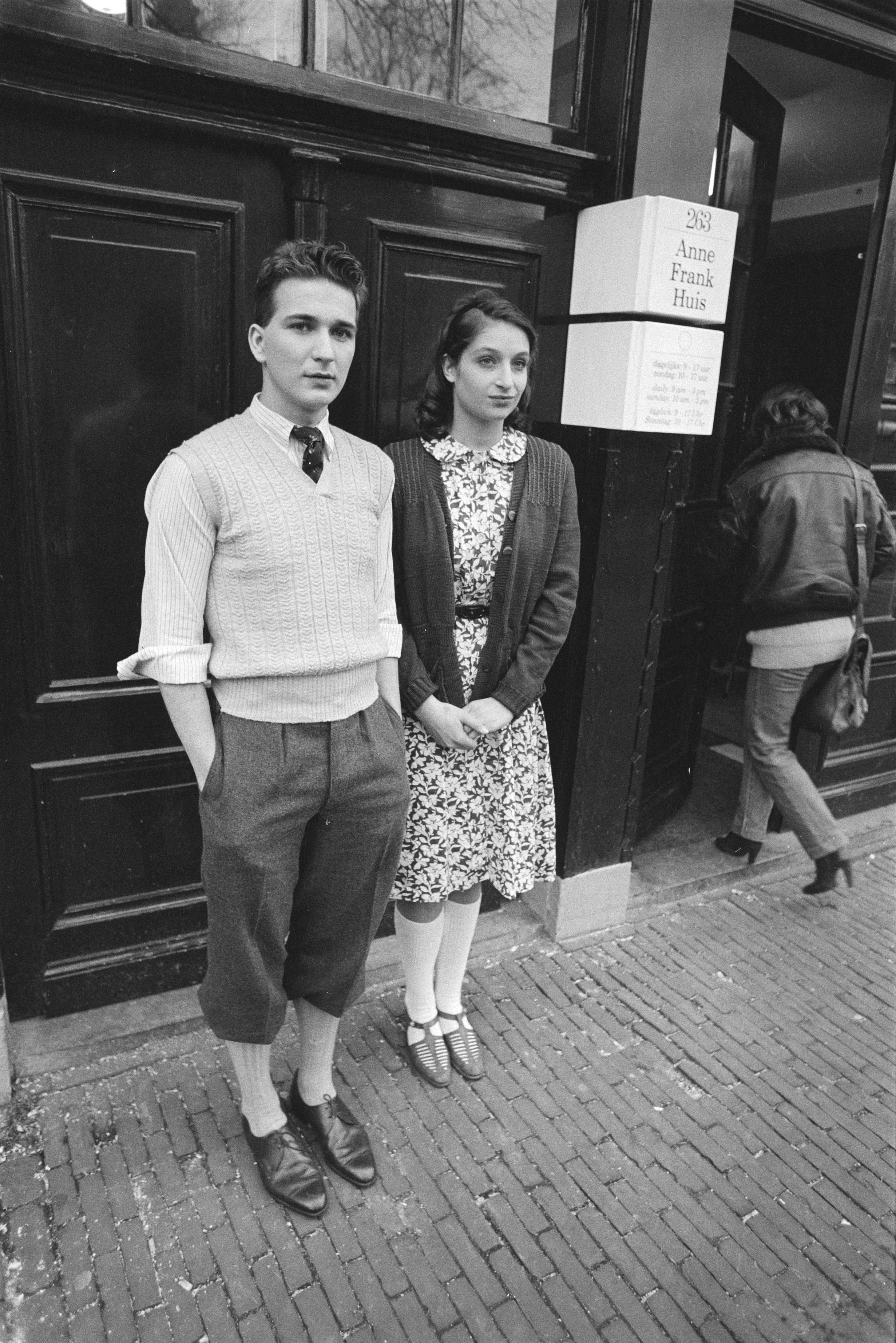
Frank Rigter (představitel Petera) a Jip Wijngaardenová (představitelka Anne Frankové) před Domem Anne Frankové (12. prosince 1983)

- 1985 Dagboek van Anne Frank, Nizozemí, režie: Jeroen Krabbé a Hank Onrust, v roli Anne: Jip Wijngaardenová (TV film podle hry Goodrichové a Hacketta).[25]
- 1987 The Diary of Anne Frank, GB, režie: Gareth Davies, v roli Anne: Katharine Schlesingerová (čtyřdílná TV minisérie).
- 1995 Anne no nikki, Japonsko, režie: Akinori Nagaoka, roli Anne namluvila: Rena Takahashiová (animovaný).
- 1996 El diari d'Anna Frank, Španělsko, režie: Tamzin Townsend, v roli Anne: Olalla Morenová (film TV Catalunya podle hry Goodrichové a Hacketta).
- 1999 Anne Frank's Diary, koprodukce (Velká Británie, Japonsko, Irsko, Francie, Nizozemí, Lucembursko), režie: Julian Y. Wolff, roli Anne namluvila: Marissa Davison (animovaný, podle filmu Anne no nikki).[26]
- 2009 The Diary of Anne Frank, GB, režie: Jon Jones, v roli Anne: Ellie Kendricková (pětidílná TV minisérie).[27]
- 2009 Mi ricordo Anna Frank, Itálie, režie: Alberto Negrin, v roli Anne: Rosabell Laurenti Sellersová (TV film).
- 2016 Das Tagebuch der Anne Frank, Německo, režie: Hans Steinbichler, v roli Anne: Lea van Ackenová.
- 2021 Anne Frank videodagboek, projekt Anne Frank Huis, videoklipy inspirované Deníkem, komentáře, vysvětlující klipy. Režie: Hanna van Niekerková, v roli Anne: Luna Cruz Perezová.[28]

### Film na motivy Deníku
- 2021 Where Is Anne Frank, režie: Ari Folman, roli Anne namluvila Emily Carey, roli Kitty namluvila Ruby Stokes (animovaný)[29]

### Životopisné filmy o Anne Frankové
- 1988 The Attic: The Hiding of Anne Frank, USA/GB, režie: John Erman, v roli Anne: Lisa Jacobsová (TV film).[30]
- 2001 Anne Frank: The Whole Story, USA/ČR, režie: Robert Dornhelm, v roli Anne: Hannah Taylor Gordonová (dvoudílná TV minisérie).[31]
- 2015 Meine Tochter Anne Frank, Německo, režie: Raymond Ley, v roli Anne: Mala Emde[32]
- 2021 Mijn beste vriendin Anne Frank, Nizozemsko, režie: Ben Sombogaart, v roli Anne: Aiko Beemsterboer, v roli Hannah: Josephine Arendsen. Podle vzpomínek Hannah Goslarové, dětské přítelkyně Anne.[33]

### Dokumentární filmy
- 1995 Anne Frank Remembered, USA/GB/NL, režie: Jon Blair.
- 2001 History vs. Hollywood, USA, režie: Frankie Glass (epizoda z TV dokumentu).

## Komiks
Komiksový životopis Anne Frankové napsali Ernie Colón a Sidney Jacobson a vydali jej pod názvem Anne Frank : the Anne Frank House Authorized Graphic Biography roku 2010 v New Yorku (Hill & Wang Inc., ISBN 978-0-8090-2685-2). Kniha vyšla z iniciativy Domu Anne Frankové a byla přeložena do mnoha jazyků.
Komiksovou podobu deníku podle verze D, autorizovanou AFF, vytvořili Ari Folman (scénář) a David Polonsky (ilustrace) v angličtině s tím, že v každé zemi budou použity citace z příslušného překladu. Jako první vyšla nizozemská verze pod názvem Het achterhuis roku 2017 v amsterdamském nakladatelství Prometheus (ISBN 978-90-446-3291-0).
Některá další zpracování jsou uvedena v článku Keese Ribbense na blogu NIOD.

## Ohlasy deníku v literatuře
Uvedeny jsou jen publikace dostupné v českém překladu.
- ROTH, Philip: Elév (Ghost Writer). Překlad: Olga Špilarová. Doslov: Josef Jařab. Praha: Odeon, 1985. 166 stran.
- DOGAR, Sharon: Láska Anny Frankové. Tragický příběh lásky, která měla být jen první, ale stala se i poslední. (Annexed). Překlad: Jana Jašová. Líbeznice: Víkend, 2011. 303 stran. ISBN 978-80-7222-802-7.
- ENGLANDER, Nathan: O čem mluvíme, když mluvíme o Anne Frankové (What we talk about when we talk about Anne Frank). Překlad: Petr Fantys a Dominika Křesťanová. Praha – Litomyšl: Paseka, 2014. 227 stran. ISBN 978-80-7432-428-4.

## Deník v češtině
V překladu knižního vydání od Miroslava Drápala a v některých překladech názvů scénických zpracování byla přezdívka Anne (podle jména Annelies) chybně nahrazena jménem Anna a tato záměna výrazně vstoupila do obecného povědomí. Obdobný problém vznikl i v jiných jazycích (španělština, ruština, ukrajinština, lotyština, litevština atd.).
První české znění vytvořil podle autorizovaného německého překladu verze C Gustav Janouch. Kniha vyšla roku 1956 pod názvem Deník Anne Frankové 14. června 1942-1. srpna 1944 (Het Achterhuis) v nakladatelství Svobodné slovo – Melantrich a šlo o vůbec první vydání ve východním bloku. Druhé vydání vyšlo tamtéž roku 1957 a třetí vydání roku 1966 ve Státním nakladatelství dětské knihy. Další vydání se objevilo až v roce 1992 v nakladatelství Lidové noviny a překlad pro ně pod názvem Deník Anny Frankové vytvořil Miroslav Drápal z nizozemského originálu ve verzi D. Na základě tohoto vydání vznikla roku 1994 rozhlasová adaptace v režii Markéty Jahodové a s interpretkou Věrou Slunéčkovou. Nahrávku vydal Radioservis jako audioknihu (2011). Roku 2004 vyšla kniha v nakladatelství Triáda ve verzi D doplněné o nově nalezené stránky a pod názvem Deník. Překlad mezitím zesnulého Miroslava Drápala doplnila a revidovala Michaela Jacobsenová s přihlédnutím k německému překladu Mirjam Presslerové Tagebuch. V dalších letech následovalo v Triádě několik revidovaných vydání, roku 2012 i ve formě e-booku. V červnu 2019 vydala Triáda knihu v novém překladu Magdy de Bruin Hüblové poprvé s původním názvem Zadní dům. Překlad vychází z poslední autorizované verze D vydané v rámci souborného vydání Verzameld werk. Roku 2022 vyšlo i v češtině Souborné vydání celého díla Anne Frankové a v jeho rámci byly v češtině poprvé publikovány neupravované verze A a B.
V češtině vyšly i obě komiksové verze deníku. Životopis od Ernie Colóna a Sida Jacobsona vydalo roku 2013 nakladatelství Paseka v překladu Miroslavy Ludvíkové a pod názvem Anne Franková, komiksový životopis. Komiksový Deník Ari Folmana a Davida Polonskyho vydala roku 2017 Triáda v překladu Magdy de Bruin Hüblové (s využitím překladu Miroslava Drápala a Michaely Jacobsenové podle vydání z roku 2014) a pod názvem Deník Anne Frankové.

### Deník v českých divadlech
V naprosté většině případů u nás byla inscenována dramatizace Frances Goodrichové a Alberta Hacketta v překladu Oty Ornesta pod názvem Deník Anny Frankové. Československá premiéra se uskutečnila v Ústředním divadle československé armády v Praze dne 21. června  1957 v režii Jana Strejčka a s Jiřinou Jiráskovou v roli Anne. Další inscenace: Severočeské divadlo Liberec (14. listopadu 1957), Divadlo Julia Fučíka Brno (8. února 1958), Vesnické divadlo (29. března 1958), Divadlo pracujících Gottwaldov (21. února 1959), Slezské divadlo Zdeňka Nejedlého Opava (22. ledna 1961), Slovácké divadlo Uherské Hradiště (11. března 1961), Západočeské divadlo Klatovy (24. září 1961), Divadlo DISK Praha (29. ledna 1966), Divadlo Jiřího Wolkra Praha (4. září 1970), Západočeské divadlo Cheb (23. října 1971, jako Zadní trakt), Divadlo Vítězného února Hradec Králové (11. března 1972), Divadlo Petra Bezruče Ostrava (24. ledna 1975), Krajské divadlo Kolín (9. dubna 1982), Severomoravské divadlo Šumperk (22. února 1986), Divadlo Mandragora Zlín (5. března 1999).
V roce 2007 uvedla pod názvem Hlas Anne Frankové scénickou adaptaci Deníku podle scénáře Miřenky Čechové a Petra Boháče skupina Spitfire Company v pražském Experimentálním prostoru Roxy/NoD (premiéra 4. dubna 2007). O dva roky později vznikla anglická verze inscenace pod názvem The Voice of Anne Frank (premiéra 11. března 2009). V roce 2015 inscenovala pod názvem Deník Anne Frankové koláž z Deníku režisérka Zoja Mikotová ve Slováckém divadle v Uherském Hradišti (premiéra 28. března 2015). Scénář napsaly režisérka s dramaturgyní Ivou Šulajovou a použily překlad M. Drápala a M. Jacobsenové. V roce 2017 uvedlo vlastní jevištní ztvárnění Deníku brněnské Divadlo Polárka v dramatizaci a režii Ondřeje Elbela podle překladu M. Drápala a M. Jacobsenové (premiéra 10. června 2017).

### Monoopera v českém divadle
Libreto Grigorije Frida přeložil do češtiny Petr Štědroň jako Deník Anny Frankové.
- Opera Národního divadla v Brně, premiéra 27.  ledna 2010.[54]
- Ensemble opera povera Brno a Opera Bergen (Norsko), premiéra 4. prosince 2015 v Kounicových kolejích.[55][56]
- Opera Studio Praha v DISKu, premiéra 27. ledna 2017 v německém znění Das Tagebuch der Anne Frank. Monoopera byla uvedena ve spojení s baletem Bohuslava Martinů Kuchyňská revue pod souhrnným názvem projektu Anne – beze strachu hledět na nebe.[57]